# Joik
Joik, česky jojk, sámsky juoiggus či juoiggos je tradiční sámský styl zpěvu. Původně to byl jeden z mnoha pěveckých stylů, ale dnes se tak označují všechny tradiční sámské styly (vuolle či vuollie, luohti, leu'dd či luvvt).
Zpívá se bez doprovodu hudebních nástrojů. Občas se v některých oblastech používaly různá chrastítka a fadno – píšťala vyrobená z čerstvého stonku anděliky lékařské s třemi až pěti dírkami. Při zpěvu nojd (šaman) využíval také buben (gievvrre), ale ten měl spíše rituální než hudební účel. Stupnice je většinou pětitónová, ale zpěváci mohou použít tóny jaké chtějí. 
Jojk je jedna z nejpůvodnějších zachovalých forem zpěvu na světě.

## Text jojku
Ačkoliv se texty dvou jojků lze nalézt již v knize Johannese Scheffera Lapponia (1673), jedná se převážně o jednoduché a krátké útvary. Jejich úlohou je spíše pochopit obsah jojku, v němž je melodie prvořadým nositelem významu/sdělení. Texty přitom mohou popisovat jak příběh, tak i jen nějaký okamžik či situaci. Existují také jojky bez textu, v nichž úlohu textu přebírají výplňové slabiky (např. nu nu, lo lo loo, lul lui lu), které se vyskytují takřka v každém jojku. Ty měly snad původně funkci magického zaklínadla a byli považovány za jazyk duchů.
Text jojku bývá často velmi konkrétní a využívá přírodní metafory. Funguje jako svébytný kód a pro člověka mimo sámskou kulturu může být často druhý, ironický význam jojku, skrytý.

## Sdělení jojku
Každý joik má co nejvěrněji vystihovat osobu (87 % jojků je o lidech), zvíře (nejčastěji soba či rybu) nebo objekt (nejčastěji místo), kterému je věnovaný. Existují také jojky o mytologických bytostech (stallo) či moderních strojích (parník, taxi). V sámské kultuře však není jojk chápán jako píseň o „něčem“, ale zpěvák se má pokusit přenést „esenci“ osoby nebo místa do písně - zpívá svého přítele, ne o svém příteli. Jojk člověka je tak v podstatě možné chápat jako jeho jméno, jako součást jeho osobnosti. A když dotyčného publikum nezná, nemusí jojku vůbec rozumět. V některých sámských společenství je považováno za nevhodné vytvářet jojk o zesnulých. Zpívají se jen jojky, které vznikly za jejich života, a ty udržují nebožtíka stále ve společenství. Ten pak definitivně umírá, až když je jeho jojk zapomenut.
Obvykle se v jojcích zpívá o dobrých vlastnostech člověka. Výjimkou jsou písně o zlodějích a jiných provinilcích.